# Lucie Jacquart
Lucie Jacquart, née le 22 juillet 1882 à Etterbeek et morte en 1956 à Gand, est une artiste belge qui vit et travaille dans la Région de Bruxelles-Capitale.

## Biographie
Lucie Jacquart naît le 22 juillet 1882 à Etterbeek. Élève à l'académie de Gand, elle suit les conseils du peintre Constant Prosper Hoste.
Elle fait ses débuts à la Triennale de Bruxelles en 1907 et expose à Charleroi en 1911. Elle est connue pour ses peintures de nature morte et d'intérieurs.
Lucie Jacquart meurt en 1956 à Gand.

## Œuvres
- Azalée blanche, huile sur toile, collection des Musées royaux des Beaux-Arts de Belgique[3].
- Corbeille de fruits, Musée des Beaux-Arts de Gand[4].
- Le Coin de Cheminée[5].
- Fleurs et fruits, 1914, Salon Triennal de Bruxelles[6].
- Quelques et fruits sur une table, 1914, Salon Triennal de Bruxelles[6].